# Trifluorek boru
Trifluorek boru, fluorek boru, BF
3 – nieorganiczny związek chemiczny z grupy fluorków, w którym bor występuje na III stopniu utlenienia.
Trifluorek boru jest mocnym kwasem Lewisa. W odróżnieniu od innych halogenków boru ulega tylko częściowej hydrolizie:
4BF
3 + 6H
2O → 3H
3O+
 + 3BF−
4 + H
3BO
3
Dzięki temu jest szeroko stosowany do promowania różnych reakcji organicznych, np. polimeryzacji alkenów, reakcji acylowania i alkilowania.

## Otrzymywanie
Trifluorek boru otrzymuje się przez ogrzewanie tlenku boru (B
2O
3) z fluoroboranem amonu lub fluorkiem wapnia i stężonym kwasem siarkowym.